# 金曜官邸前抗議
金曜官邸前抗議（きんようかんていまえこうぎ）とは2012年12月15日に河出書房新社から出版された書籍の名称。2011年に発生した東日本大震災によって発生した福島第一原子力発電所事故より社会において行われるようになっている原子力発電所反対デモの思想や活動内容について述べた書籍。この本の著者でもある野間易通は2012年より毎週金曜日に首相官邸の前で実施されている、首都圏反原発連合主催の首相官邸前抗議の参画者の一人でもある。この金曜日の反対運動にはこれまで、最大20万人もの参加者が集まり、このような活動を実施している者という視点から参加者はどのような形で日本政府に対しての訴えを行い、そしてこの運動は社会に対してどのような影響をもたらしたのかが述べられる。